# رينيه وايس
رينيه وايس (بالفرنسية: René Weiss)‏ هو كيميائي لوكسمبورغي، ولد في 11 أغسطس 1915، وتوفي في 4 مايو 2001.